# Saint-Marcel-en-Marcillat
Saint-Marcel-en-Marcillat é uma comuna francesa na região administrativa de Auvérnia-Ródano-Alpes, no departamento Allier. Estende-se por uma área de 10,44 km². Em 2010 a comuna tinha 131 habitantes (densidade: 12,5 hab./km²).